# Archie Hahn
Charles Archibald „Archie” Hahn (Dodgeville, Wisconsin, 1880. szeptember 14. – Charlottesville, Virginia, 1955. január 21.) német származású, olimpiai bajnok amerikai atléta.

## Pályafutása
A Wisconsin állambeli Dodgeville városban született. A Saint Louisban megrendezett, 1904. évi nyári olimpiai játékokon három aranyérmet nyert. Megnyerte a 60 méteres síkfutást, majd a 100 és a 200 méter döntőjében is ő volt a legjobb. Az 1906-os, utóbb el nem ismert olimpián megismételte 100 méteren elért eredményét, és újfent övé lett az arany.

## Egyéni legjobbjai
- 100 yardos síkfutás - 9,8 s (1901)
- 100 méteres síkfutás - 11,0 s (1904)
- 200 méteres síkfutás - 21,5 s (1903)